# Simplicia marginata
Simplicia marginata är en fjärilsart som beskrevs av Moore 1882. Simplicia marginata ingår i släktet Simplicia och familjen nattflyn. Inga underarter finns listade i Catalogue of Life.